# Fridrihs Bošs
Fridrihs Bošs (7 de fevereiro de 1887 — 12 de fevereiro de 1950) foi um ciclista letão que competiu em duas provas de ciclismo de estrada nos Jogos Olímpicos de Verão de 1912, representando Império Russo.